# Puig de sa Cigonya
El puig de sa Cigonya és un petit puig del massís de Randa, situat al terme municipal de Llucmajor, Mallorca, entre la possessió de Son Samar i la de Míner Vella. Forma una petita serra allargada en direcció sud-oest—nord-est juntament amb el puig de Son Samar i el puig de la Glòria, essent el que es troba al mig. Tot el puig es troba cobert de pinar i el seu cim està situat a 281 m sobre el nivell de la mar.